# Nodira
Mohlaroyim (em usbeque:  Mohlaroyim, Моҳларойим; 1792-1842), mais conhecida pelo seu pseudónimo Nodira, foi uma poeta e estadista uzbeque. Nodira é geralmente considerada como uma das mais notáveis poetas uzbeques. Escreveu poesia em uzbeque, farsi, e Tajique. Nodira também utilizou outros pseudónimos, tais como Komila e Maknuna. Muitos de seus diwanes sobreviveram e consistem de mais de 10000 linhas de poesia.